# 한국차생산자연합회
한국차생산자연합회는 차 생산계획 수립 및 추진, 생산기술 개선 및 향상차 관계자료 및 정보 수집 배포 목적으로 2003년 4월 29일 설립된 대한민국 농림수산식품부 소관의 사단법인이다. 사무실은 전라남도 순천시 상사면 도월리 347번지에 있다.

## 주요 사업
- 차 생산계획 수립 및 조사연구
- 생산기술개선 및 향상 추진
- 차 취급개선 및 소비확대
- 차 수출입․국제교역 정보수집 배포
- 강좌, 강연회 개최 등